# 西藏难民营
西藏难民营是1959年西藏政局变化后，十四世达赖和数十万藏民逃离西藏在尼泊尔和印度等地所建立的难民营。根据联合国难民署2011年的一项官方统计，生活在尼泊尔境内难民营中的藏人约2万人，他们未获得联合国难民署的协助。
今天，一些难民营也成了景点，从西藏前往尼泊尔的旅游线路中，一些旅行社的推荐线路中即包括了西藏难民营。

## 难民营点
- 尼泊尔境内设立有西藏难民营的城镇有：
  - 加德满都
  - 帕坦[3]：贾瓦克尔（Jawalkhel）难民营[4]
  - 博克拉[2][5]
- 印度境内设立的西藏难民营有：
  - 达兰萨拉：这也是西藏流亡政府的总部所在地。